# Sergius Buckmeier
Sergius Buckmeier (* 16. September 1985 in Alma-Ata) ist ein deutscher Schauspieler.

## Leben
Sergius Buckmeier wuchs in Nürnberg auf. 2003 zog er nach München, wo er seine Ausbildung an der Schauspielschule Ruth von Zerboni absolvierte. Er war am Alten Schauspielhaus Stuttgart tätig und spielte den Leon in Hexe Lilli und der verrückte Ritter. Daraufhin spielte er am Kammertheater in Karlsruhe in den Inszenierungen Buffalo Bill und Südstadtindianer.
2013 war Buckmeier im Fernsehfilm Mord in Eberswalde von Stephan Wagner in der Rolle des Kindermörders Erwin Hagedorn zu sehen. Darüber hinaus spielte er u. a. in Episoden der Fernsehserien Die Rosenheim-Cops, SOKO 5113, Notruf Hafenkante und Alarm für Cobra 11 mit.

## Filmografie (Auswahl)
- 2010: Die Rosenheim-Cops – Tod im Kühlraum
- 2013: Notruf Hafenkante – Schweigen ist Kupfer